# Thuyền trưởng Hồng hạc
Thuyền trưởng Hồng hạc (nguyên bản là Captain Flamingo) là phim bộ hoạt hình. Phim được công chiếu tại Canada trên các kênh YTV và các kênh truyền hình khác của một số quốc gia.

## Nhân vật

Lí Cứ Tiên

- Milo Powell - Sinh 26 tháng 12, 1999. 7-9 tươi. Người Nhật Ban (tu mẹ cô ấy) và Người Canada (từ bô cô ấy).
- Lí Cứ Tiên (tiếng Trung: 李据先; bính âm: Lǐ Jù Xiān) - Sinh 30 tháng 10, 2001. 5-7 tươi. Ngươi Hán (tu mẹ cố ấy) và Người Philippines (từ bô cô ấy).
- Thor Powell -
- Margerie Powell -
- David Powell -
- Owen-Only - Sinh 17 tháng 7, 1997. 9-11 tươi. Ngươi Cuba.
- Rutger - Sinh 18 tháng 3, 1996. 10-12 tươi. Ngươi Brasil.
- Max Roderick - Sinh 20 tháng 11, 2002. 4-6 tươi. Ngươi Anh.
- Avi - Sinh 30 tháng 9, 1999. 7-9 tươi. Người Mỹ.
- Wendell Howell -
- Tabitha - Sinh 12 tháng 12, 1998. 8-10 tươi. Ngươi Luxembourg và Người Pháp.
- Sanjay - Sinh 12 tháng 5, 1996. 10-12 tươi. Người Ăn Đồ.
- Otto - Sinh 9 tháng 2, 1995. 11-13 tươi. Ngươi Hungary.
- Kirsten McBradden - Sinh 19 tháng 11, 2003. 3-5 tươi. Ngươi Ireland.
- Ruth-Ann - Sinh 24 tháng 12, 2000. 6-8 tươi. Ngươi Italy và Người Malta (tu mẹ cố ấy) và Người Kyrgyz và Người Tajik (từ bô cô ấy).

## Diễn viên lồng tiếng

### Nguyên bản
Khi phim được công chiếu, các diễn viên lồng tiếng bao gồm:
- Tabitha St. Germain lồng tiếng trong vai Milo Powell
- Melanie Tonello lồng tiếng trong vai Lí Cứ Tiên
- Nissae Isen lồng tiếng trong vai cô Thor Powell
- Kathy Greenwood lồng tiếng trong vai Margerie Powell
- Richard Waugh lồng tiếng trong vai David Powell
- Scott Beaudin lồng tiếng trong vai Owen-Only
- Demetrius Joyette lồng tiếng trong vai Rutger
- Isabel de Carteret lồng tiếng trong vai Max Roderick
- Matthew Ferguson lồng tiếng trong vai Avi
- Cole Caplan lồng tiếng trong vai Wendell Howell
- Rebecca Brenner lồng tiếng trong vai Tabitha
- Stacey DePass lồng tiếng trong vai Sanjay
- Catherine Disher lồng tiếng trong vai Otto
- Sugar Lyn Beard lồng tiếng trong vai Kirsten McBradden
- Annick Obonsawin lồng tiếng trong vai Ruth-Ann